# جان لیدز کر
جان لیدز کر (به انگلیسی: John Leeds Kerr) سناتور سابق عضو حزب ویگ بود. وی در سال ۱۸۴۱ تا ۱۸۴۳ میلادی سناتور ایالت مریلند در سنای ایالات متحده آمریکا بود.